# Weißwasser
Weißwasser (en sorabo Běła Woda) es un municipio situado en el distrito de Görlitz, en el estado federado de Sajonia (Alemania), a una altitud de 140 metros. Su población a finales de 2016 era de unos 16 600 habs. y su densidad poblacional, 260 hab/km².